# Cantón de Castres-Oeste
El cantón de Castres-Oeste era una división administrativa francesa, que estaba situada en el departamento de Tarn y la región de Mediodía-Pirineos.

## Composición
El cantón estaba formado por dos comunas, más una fracción de la comuna que le daba su nombre:
- Castres (fracción)
- Navès
- Saïx

## Supresión del cantón de Castres-Oeste
En aplicación del Decreto n.º 2014-170 de 17 de febrero de 2014, el cantón de Castres-Oeste fue suprimido el 22 de marzo de 2015 y sus 3 comunas pasaron a formar parte; una del nuevo cantón de Castres-3, una del nuevo cantón de El Pastel y la fracción de la comuna que le daba su nombre se unió con las demás fracciones para que, por medio de una reestructuración cantonal, fueran creados los nuevos cantones de Castres-1, Castres-2 y Castres-3.